# 260 (číslo)
Dvě stě šedesát je přirozené číslo, které následuje po čísle dvě stě padesát devět a předchází číslu dvě stě šedesát jedna. Římskými číslicemi se zapisuje CCLX a řeckými číslicemi σξ.

## Matematika
260 je:
- Abundantní číslo
- Nešťastné číslo
- Nepříznivé číslo
- Konstanta normálního magického čtverce s 6×6 poli

## Chemie
- 260 je nukleonové číslo druhého nejstabilnějšího izotopu mendelevia[1]

## Astronomie
- (260) Huberta je planetka hlavního pásu, kterou objevil v roce 1886 Johann Palisa

## Doprava
- Silnice II/260 je česká silnice II. třídy vedoucí na trase Malé Březno – Zubrnice – Úštěk – Tuhaň – Dubá[2][3]

## Ostatní
- +260 je mezinárodní telefonní předvolba Zambie

## Roky
- 260
- 260 př. n. l.